# Cia Löwgren
Ingrid Cecilia Maria "Cia" Löwgren, född 13 april 1949 i Solna församling, död 8 april 2024 i Sundsvall, var en svensk skådespelare. Hon tilldelades tidskriften Chaplins debutpris för sin roll i Skottet 1969.

## Filmografi
- 1969 – Skottet
- 1969 – Herkules Jonssons storverk (TV-serie)
- 1969 – Miss and Mrs. Sweden
- 1970 – Som hon bäddar får han ligga
- 1971 – Vill så gärna tro
- 1971 – Smoke
- 1972 – Swedish Wildcats
- 1975 – I tvillingarnas tecken

## Teater

### Roller (ej komplett)
| År   | Roll | Produktion                                      | Regi            | Teater       |
| ---- | ---- | ----------------------------------------------- | --------------- | ------------ |
| 1968 |      | Hår James Rado, Gerome Ragni och Galt MacDermot | Pierre Fränckel | Scalateatern |

### Fotnoter
1. ↑  Familjesidan.se
2. ↑  Bengt Jahnsson (21 september 1968). ”'Hår' på Scala: Bedövande vitalitet”. Dagens Nyheter:  s. 12. http://arkivet.dn.se/arkivet/tidning/1968-09-21/257/12. Läst 31 augusti 2015.